# Arkansas megyéinek listája

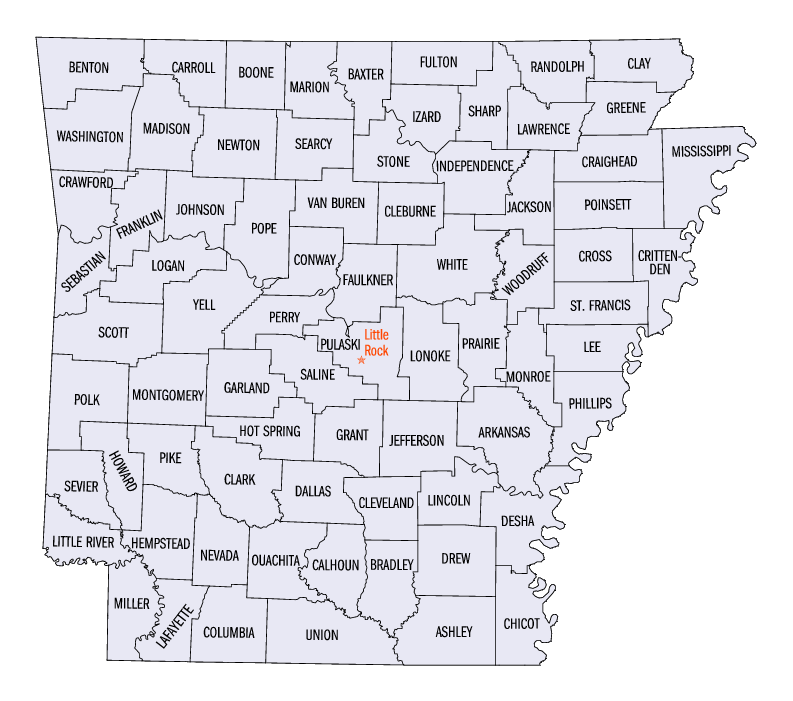
Arkansas megyéi

Arkansas egy állam az USA-ban. Összesen 75 megyét foglal magában.

## A megyék
| Név                 | Főváros                   | Alapítása  | Névadó                          | Terület (km²) | Helyjelölő térkép |
| ------------------- | ------------------------- | ---------- | ------------------------------- | ------------- | ----------------- |
| Arkansas megye      | Stuttgart DeWitt          | 1813-12-13 | Arkansas                        | 2678          |                   |
| Ashley megye        | Hamburg                   | 1848-11-30 | Chester Ashley                  | 2432          |                   |
| Baxter megye        | Mountain Home             | 1873-03-24 | Elisha Baxter                   | 1520          |                   |
| Benton megye        | Bentonville               | 1836-09-30 | Thomas Hart Benton              | 2280          |                   |
| Boone megye         | Harrison                  | 1869-04-09 | Daniel Boone                    | 1559          |                   |
| Bradley megye       | Warren                    | 1840-12-18 | Hugh Bradley                    | 1695          |                   |
| Calhoun megye       | Hampton                   | 1850-12-06 | John C. Calhoun                 | 1638          |                   |
| Carroll megye       | Berryville Eureka Springs | 1833-11-01 | Charles Carroll of Carrollton   | 1655          |                   |
| Chicot megye        | Lake Village              | 1823-10-25 | Chicot-tó                       | 1789          |                   |
| Clark megye         | Arkadelphia               | 1818-12-15 | William Clark                   | 2286          |                   |
| Clay megye          | Corning Piggott           | 1873-03-24 | Henry Clay John M. Clayton      | 1661          |                   |
| Cleburne megye      | Heber Springs             | 1883-02-20 | Patrick Cleburne                | 1533          |                   |
| Cleveland megye     | Rison                     | 1873-04-17 | Grover Cleveland                | 1551          |                   |
| Columbia megye      | Magnolia                  | 1852-12-17 | Kolumbusz Kristóf               | 1986          |                   |
| Conway megye        | Morrilton                 | 1825-10-20 | Henry Wharton Conway            | 1468          |                   |
| Craighead megye     | Jonesboro Lake City       | 1859-02-19 | Thomas Craighead                | 1847          |                   |
| Crawford megye      | Van Buren                 | 1820-10-18 | William H. Crawford             | 1565          |                   |
| Crittenden megye    | Marion                    | 1825-10-22 | Robert Crittenden               | 1649          |                   |
| Cross megye         | Wynne                     | 1862-11-15 |                                 | 1612          |                   |
| Dallas megye        | Fordyce                   | 1845-01-01 | George M. Dallas                | 1731          |                   |
| Desha megye         | Arkansas City Napoleon    | 1838-12-12 |                                 | 2123          |                   |
| Drew megye          | Monticello                | 1846-11-26 |                                 | 2164          |                   |
| Faulkner megye      | Conway                    | 1873-04-12 | Sandford C. Faulkner            | 1720          |                   |
| Franklin megye      | Ozark Charleston          | 1837-12-19 | Benjamin Franklin               | 1605          |                   |
| Fulton megye        | Salem                     | 1842-12-21 | William Savin Fulton            | 1607          |                   |
| Garland megye       | Hot Springs               | 1873-04-05 |                                 | 1903          |                   |
| Grant megye         | Sheridan                  | 1869-02-04 | Ulysses S. Grant                | 1639          |                   |
| Greene megye        | Paragould                 | 1833-11-05 | Nathanael Greene                | 1501          |                   |
| Hempstead megye     | Hope                      | 1818-12-15 | Edward Hempstead                | 1920          |                   |
| Hot Spring megye    | Malvern                   | 1829-11-02 |                                 | 1611          |                   |
| Howard megye        | Nashville                 | 1873-04-17 |                                 | 1542          |                   |
| Independence megye  | Batesville                | 1820-10-20 |                                 | 1998          |                   |
| Izard megye         | Melbourne                 | 1825-10-27 |                                 | 1513          |                   |
| Jackson megye       | Newport                   | 1829-11-05 | Andrew Jackson                  | 1661          |                   |
| Jefferson megye     | Pine Bluff                | 1829-11-02 | Thomas Jefferson                | 2366          |                   |
| Johnson megye       | Clarksville               | 1833-11-16 | Benjamin Johnson                | 1768          |                   |
| Lafayette megye     | Lewisville                | 1827-10-15 | Gilbert du Motier de La Fayette | 1412          |                   |
| Lawrence megye      | Walnut Ridge              | 1815-01-15 | James Lawrence                  | 1534          |                   |
| Lee megye           | Marianna                  | 1873-04-17 | Robert E. Lee                   | 1604          |                   |
| Lincoln megye       | Star City                 | 1871-03-28 | Abraham Lincoln                 | 1482          |                   |
| Little River megye  | Ashdown                   | 1867-03-05 |                                 | 1463          |                   |
| Logan megye         | Paris Booneville          | 1871-03-22 | James Logan                     | 1895          |                   |
| Lonoke megye        | Lonoke                    | 1873-04-16 |                                 | 2078          |                   |
| Madison megye       | Huntsville                | 1836-09-30 | James Madison                   | 2168          |                   |
| Marion megye        | Yellville                 | 1836-09-25 | Francis Marion                  | 1658          |                   |
| Miller megye        | Texarkana                 | 1874-12-22 |                                 | 1651          |                   |
| Mississippi megye   | Blytheville Osceola       | 1833-11-01 |                                 | 2382          |                   |
| Monroe megye        | Clarendon                 | 1829-11-02 | James Monroe                    | 1609          |                   |
| Montgomery megye    | Mount Ida                 | 1842-12-09 | Richard Montgomery              | 1849          |                   |
| Nevada megye        | Prescott                  | 1871-03-20 |                                 | 1608          |                   |
| Newton megye        | Jasper                    | 1842-12-14 |                                 | 2132          |                   |
| Ouachita megye      | Camden                    | 1842-11-29 |                                 | 1916          |                   |
| Perry megye         | Perryville                | 1840-12-18 | Oliver Hazard Perry             | 1452          |                   |
| Phillips megye      | Helena-West Helena        | 1820-05-01 | Sylvanus Phillips               | 1884          |                   |
| Pike megye          | Murfreesboro              | 1833-11-01 | Zebulon Pike                    | 1590          |                   |
| Poinsett megye      | Harrisburg                | 1838-02-28 |                                 | 1977          |                   |
| Polk megye          | Mena                      | 1844-11-30 | James Knox Polk                 | 2234          |                   |
| Pope megye          | Russellville              | 1829-11-02 |                                 | 2152          |                   |
| Prairie megye       | Des Arc DeValls Bluff     | 1846       |                                 | 1750          |                   |
| Pulaski megye       | Little Rock               | 1818-12-15 | Casimir Pulaski                 | 2092          |                   |
| Randolph megye      | Pocahontas                | 1835-10-29 | John Randolph of Roanoke        | 1699          |                   |
| Saint Francis megye | Forrest City              | 1827-10-13 |                                 | 1664          |                   |
| Saline megye        | Benton                    | 1835-11-02 |                                 | 1892          |                   |
| Scott megye         | Waldron                   | 1833-11-05 | Andrew Scott                    | 2326          |                   |
| Searcy megye        | Marshall                  | 1838-12-13 |                                 | 1728          |                   |
| Sebastian megye     | Fort Smith Greenwood      | 1851-01-10 |                                 | 1414          |                   |
| Sevier megye        | De Queen                  | 1828-10-17 |                                 | 1506          |                   |
| Sharp megye         | Ash Flat                  | 1868-07-18 |                                 | 1570          |                   |
| Stone megye         | Mountain View             | 1873-04-17 |                                 | 1578          |                   |
| Union megye         | El Dorado                 | 1829-11-02 |                                 | 2733          |                   |
| Van Buren megye     | Clinton                   | 1833-11-11 | Martin Van Buren                | 1876          |                   |
| Washington megye    | Fayetteville              | 1828-10-17 |                                 | 2476          |                   |
| White megye         | Searcy                    | 1835-10-23 | Hugh Lawson White               | 2700          |                   |
| Woodruff megye      | Augusta                   | 1862-11-26 |                                 | 594           |                   |
| Yell megye          | Dardanelle Danville       | 1840-12-05 | Archibald Yell                  | 949           |                   |